# 朴樹頂冠節蜱
朴樹頂冠節蜱（学名：Tegolophus celtus）为節蜱科頂冠節蜱屬下的一个种。